# بچه‌های کروز
بچه‌های بی سرپرست و یتیمی که بین سال‌های ۱۹۶۳ تا ۱۹۸۲ توسط مقامات فرانسوی به دپارتمان‌های کم جمعیت فرانسه منتقل شده بودند عنوان بچه‌های کروز یا رئونیونی‌های کروز داده‌اند.

## تاریخچه
فرستادن بچه‌های بی سرپرست جزیره رئونیون در سال ۱۹۶۳ توسط هواپیما و به وسیلهٔ مقامات فرانسوی به منظور تنظیم جمعیت دپارتمان‌های فرانسه مخصوصاً دپارتمان کروز - ژر و تارن که بخاطر مهاجرت روستاییان به شهرها بشدت ازنظر جمعیت کم تراکم شده بودند مستقیماً زیر نظر میشل دبره که نماینده رئونیون در مجلس آنزمان بود فصلی برای تاریخ این منطقه و کشور فرانسه رقم زد که بنام بچه‌های کروز یا رئونیونی‌های کروز در منطقه معروف است که دستمایه بسیاری از مقاله‌ها و مستندها و پژوهش‌ها در این مورد قرارگرفته‌است. این جریان زمانی به صورت همگانی مطرح شد که در ۳۰ ژانویه ۲۰۰۲ ژان ژاک مارسیال یکی از رئونیونی‌های تبعید شده در ۱۹۶۶ شکایتی را مطرح کرد تحت عنوان دزدیدن و زندانی کردن و انتقال کودکان .

## اصلیت بچه‌ها
۱۶۳۰ کودک از جزیره رئونیون به مناطقی مانند کروز و لوزر منتقل شدند.این کودکان به محض ورود به محل نگهداری کودکان بی سرپرست فرستاده شدند و سپس از آنجا به نقاط مختلف کروز و به خانواده‌هایی که سرپرستی آن‌ها را پذیرفته بودند سپرده شدند.
بسیاری از قربانیان این جابجایی خود را قربانی دیپورت میدانند و به این ترتیب در سال ۲۰۰۵ نهاد رئونیونی‌های کروز تصمیم به طرح شکایت از دولت فرانسه به دادگاه اداری شهر لیموژ گرفت تا دولت فرانسه این عمل را که در آن ۱۶۳۰ کودک قربانی شدند را رسماً بپذیرد. عنوان فرزندان کروز به‌طور قانونی در ۱۸ فوریه ۲۰۱۴ توسط مجلس فرانسه به رسمیت شناخته شد.